# Boris Gelfand
Boris Abramovich Gelfand (sinh 24 tháng 6 năm 1968) là một đại kiện tướng cờ vua người Do Thái sinh ở Belarus. Ông thắng giải Candidates Tournament 2011 và trở thành người thách đấu vua cờ Viswanathan Anand ở trận tranh ngôi vô địch thế giới năm 2012.

## Tiểu sử
Boris Gelfand sinh tại Minsk, Belorussia trong một gia đình người Do Thái. Năm 1998, ông di cư sang Israel và định cư ở Rishon LeZion, trở thành kỳ thủ số 1 của Israel.

## Sự nghiệp cờ vua

### Thời gian đầu
Gelfand là nhà vô địch trẻ Liên Xô ở tuổi 17, và nhà vô địch trẻ châu Âu hai năm sau đó. Năm 1988 ông xếp đồng hạng nhất tại Giải cờ vua thanh niên thế giới, tuy nhiên kém chỉ số phụ so với nhà vô địch năm đó là Joël Lautier. Năm tiếp theo ông đạt được danh hiệu đại kiện tướng. Gelfand đã giành khoảng 30 giải cờ trong sự nghiệp của mình, trong đó có Wijk aan Zee (1992 và 1994), Biel (1993), Dos Hermanas (1994), Belgrade (1995), Tilburg (1996), Malmö (1999), Pamplona (2004)...

### Thành tích tại các giải vô địch thế giới
Gelfand đã vài lần lọt vào vòng tuyển lựa ứng cử viên tranh ngôi vô địch thế giới. Tại Giải vô địch thế giới năm 1993, ông lọt vào vòng chọn ứng cử viên nhờ thắng giải Interzonal. Ông thắng trận đầu tiên tại vòng này, tuy nhiên thua ở trận thứ hai (tứ kết) trước Nigel Short. Năm 1996, Gelfand lại thắng giải Interzonal. Lần này ông vào sâu hơn khi thắng 2 trận đầu, trước khi thua Anatoly Karpov ở bán kết. Trong giai đoạn các giải vô địch thế giới FIDE từ 1998 đến 2004, Gelfand cũng giành nhiều kết quả khả quan, với thành tích cao nhất vào đến bán kết năm 1997. Ông cũng từng tham dự giải cờ vua Dortmund năm 2002 gồm 8 kỳ thủ hàng đầu, để lựa ra ứng cử viên tham dự trận tranh ngôi vô địch thế giới năm 2004, tuy nhiên không lọt được vào bán kết.

### Giải vô địch thế giới năm 2007
Gelfand xếp trong 10 hạng đầu tại World Cup cờ vua 2005 và giành quyền tham dự vòng tuyển ứng viên để tranh ngôi vô địch thế giới năm 2007. Ông lần lượt thắng Rustam Kasimdzhanov (bằng cờ nhanh) và Gata Kamsky (+2-0=3), lọt vào giải đấu chọn nhà vô địch cờ vua tháng 9 năm 2007. Gelfand không phải là kỳ thủ nhận được nhiều kỳ vọng cho ngôi vô địch, tuy nhiên ông đã làm sửng sốt nhiều khán giả khi kết thúc đồng hạng nhì với đương kim vô địch Vladimir Kramnik (kém chỉ số phụ nên xếp hạng ba). Viswanathan Anand vô địch và thành vua cờ mới.

### Giải vô địch thế giới năm 2012
Tại Cúp cờ vua thế giới 2009, Gelfand là hạt giống số 1. Sau khi đánh bại Judit Polgár, đương kim vô địch trẻ thế giới Maxime Vachier-Lagrave, Dmitry Jakovenko và Sergey Karjakin, ông lọt vào chung kết. Tại chung kết Gelfand đối mặt với cựu vô địch thế giới FIDE Ruslan Ponomariov. Sau các loạt cờ tiêu chuẩn, cờ nhanh đều hoà, Gelfand chỉ thắng được Ponomariov ở 2 ván cờ chớp cuối cùng và kết thúc trận đấu với tỉ số 7-5 . Nhờ đó, ông có được suất tham dự vòng chọn ứng cử viên cho trận tranh ngôi vô địch thế giới năm 2012.
Tháng 5 năm 2011, Gelfand tham dự vòng chọn ứng cử viên tại Kazan, Nga. Ông được xếp hạt giống thứ tư. Ở tứ kết, ông vượt qua Shakhriyar Mamedyarov 2,5-1,5. Ở bán kết, Gelfand gặp kỳ thủ người Mỹ Gata Kamsky. Sau 4 ván cờ tiêu chuẩn hoà 2-2, Kamsky thắng ván cờ nhanh thứ ba và dẫn trước 2-1, buộc Gelfand phải thắng ở ván cờ nhanh cuối cùng khi cầm đen nếu không muốn bị loại. Gelfand đã thành công, sau đó thắng 2-0 ở cờ chớp và lọt vào chung kết. Gelfand gặp Alexander Grischuk ở chung kết. Sau 5 ván hoà, Gelfand thắng ván thứ sáu, cũng là ván cờ tiêu chuẩn cuối cùng khi cầm trắng sử dụng Phòng thủ Gruenfeld và thắng giải với tỉ số 3,5-2,5. Với tư cách nhà vô địch giải chọn ứng cử viên, Gelfand gặp Anand tranh ngôi vô địch thế giới năm 2012.
Tháng 5 năm 2012, trong trận đấu được tổ chức ở Moskva, nhà thách đấu Gelfand không vượt qua được vua cờ Anand. Trận đấu tiêu chuẩn kết thúc với tỉ số hòa 6–6 sau 12 ván (+1 =10 –1). Ở loạt cờ nhanh, ông thất bại 1½–2½ sau 4 ván (=3 –1). Gelfand nhận được 1,02 triệu đô la, tương ứng 40% tiền thưởng .

### Các chiến thắng tiêu biểu
- Vô địch châu Âu, 1989
- Majorca (GMA), 1989
- Moskva, 1992
- Manila, 1993
- Chalkidiki, 1993
- Dos Hermanas, 1994
- Debrecen, 1995
- Vienna, 1996
- Tilburg, 1996
- Polanica Zdroj, 1998
- Polanica Zdroj, 2000
- Cannes, 2002
- Pamplona, 2004
- Biel, 2005
- Cúp cờ nhanh ACP, 2009 [4]
- Cúp cờ vua thế giới, 2009[5]
- Giải lựa chọn ứng viên tranh chức vô địch thế giới, 2011

### Tham gia giải đồng đội
Gelfand tham gia tổng cộng 9 Olympiad cờ vua, khoác áo Liên Xô một lần, Belarus hai lần và Israel sáu lần. Trong đó thành tích nổi bật gồm:
- Giành huy chương vàng đồng đội khi ngồi bàn 2 đội Liên Xô năm 1990
- Giành huy chương bạc đồng đội và huy chương bạc cá nhân khi ngồi bàn 1 của Israel năm 2008
- Giành huy chương đồng đồng đội khi ngồi bàn 1 của Israel năm 2010

## Phong cách thi đấu
Gelfand nổi tiếng với khai cuộc 1.d4 khi cầm Trắng và là một chuyên gia về Phòng thủ Sicilia Najdorf, Phòng thủ Petroff, Phòng thủ Slav và Phòng thủ Ấn Độ cánh vua khi cầm Đen và là chuyên gia đánh theo thế trận.

## Sách đã xuất bản
- Gelfand, Boris (2005). My Most Memorable Games (Những ván đấu đáng nhớ nhất của tôi). Olms. ISBN 3-283-00453-6.